# كيفن لويزيل
كيفن لويزيل (بالإنجليزية: Kevin Loiselle)‏ مواليد 13 مايو 1988، هو لاعب كرة سلة كندي. بدأ مسيرته الاحترافية في سنة 2012. يحمل الرقم 23. يبلغ طوله 6 قدم 6 بوصة (2.0 م). لعب مع وندسور إكسبرس في سنة 2012، ثم لعب مع لندن لايتنينج في سنة 2015، ثم لعب مع هاليفاكس هركينز في سنة 2015.

## روابط خارجية
- كيفن لويزيل على موقع ريلجم (الإنجليزية)
- كيفن لويزيل على موقع بروبوليرز (الإنجليزية)